# ТЩК
ТЩК — аббревиатура, по первым буквам фамилий трёх российских фигуристок — Трусовой Александры, Щербаковой Анны и Косторной Алёны, вместе тренировавшихся у Тутберидзе. Эта аббревиатура с буквами именно в таком порядке родилась[прояснить] во время выступлений данных фигуристок на юниорских соревнованиях:
- Трусова постоянно выигрывала золотые медали (первая — «Т»)
- Щербакова — серебряные (вторая — «Щ»)
- Косторная — бронзовые (третья — «К»)

В среде болельщиков, помимо обозначения этой знаменитой группы фигуристок, также аббревиатурой «ТЩК» называли персонально Алёну Косторную.

## Дальнейшая история ТЩК
Аббревиатура троицы этих спортсменок продолжила своё существование и после начала их участия во взрослых турнирах по фигурному катанию, и хотя Алёна Косторная за счёт исполнения тройного акселя нарушила медальную традицию, но аббревиатура ТЩК всё равно осталась неизменной.
Со временем Александра Трусова покинула знаменитое трио фигуристок и аббревиатура ТЩК, как название тройки спортсменок постепенно ушла в небытие, но осталась как обозначение явления доминирования группы спортсменок в фигурном катании — «эпоха ТЩК»